# Niedergebraching
Niedergebraching ist ein Gemeindeteil der Gemeinde Pentling im Landkreis Regensburg (Oberpfalz, Bayern).
Im Volksmund wird der Ort gemeinsam mit dem benachbarten Pfarrdorf Hohengebraching auch Gewekin (Gebraching) genannt.

## Lage
Das Dorf liegt auf der Gemarkung Hohengebraching, zentral im Gemeindegebiet Pentling. Zusammen mit Hohengebraching erzeugt es den Eindruck eines geschlossenen Straßendorfes.

## Geschichte
Durch die Besetzung der Römer im Jahr 15. v. Chr. verschwand die keltische Stämmegruppe der Vindeliker aus der Region. Im 6. Jahrhundert sollen sich hier Bajuwaren unter der Führung des Gebraich niedergelassen haben. Erstmals schriftlich wird die Ortschaft im Jahr 1031 mit der Bezeichnung „Ad Gebrichinga“ (lat. „zu Gebraich gehörend“) genannt.
Im Jahr 1809 zog die französische Armee unter General Louis-Nicolas Davout über Niedergebraching nach Regensburg. Die Bauern des Dorfes litten noch viele Jahre unter den Nachwirkungen der Kriegswirren.
Mit dem bayerischen Gemeindeedikt von 1818 entstand eine selbständige Gemeinde namens Hohengebraching mit den Teilorten
- Hohengebraching
- Niedergebraching
- Posthof

Niedergebraching wurde mehrmals Opfer von Bränden. Auf einen Großbrand im Jahr 1868, bei dem nur wenige Anwesen verschont blieben, folgte 1945 Brandstiftung durch die Waffen-SS, bevor das Dorf an die Amerikaner übergeben wurde. 1955 kam es zu einer weiteren Brandstiftung.
Im Zuge der Gebietsreform in Bayern wurde Hohengebraching 1977 mit Niedergebraching und der 1974 eingemeindeten Gemeinde Neudorf (Haidneudorf) in die Gemeinde Pentling eingegliedert.
Geprägt wurde Niedergebraching zudem durch die Landwirtschaft. In den 1960er Jahren bewirtschafteten vierzehn Landwirte Bauernhöfe im Vollerwerb, heute ist es noch einer. Durch die Ausweisung zweier Neubaugebiete „Rehfeld I“ (ab 1974) und „Rehfeld II“ (ab 1994) entstanden später über sechzig Einfamilienhäuser. Erst seit 1987 sind Anschlüsse an die Kanalisation weitgehend fertiggestellt. Heute gibt es zudem einen Pferdesportverein und eine Freiwillige Feuerwehr.

## Verkehr
Die Buslinie 16 des Regensburger Stadtverkehrs von Bad Abbach bis zum Hauptbahnhof Regensburg führt durch Niedergebraching. Die Bundesstraße 16 führt in etwa einem Kilometer Entfernung im Nordwesten an Niedergebraching vorbei. Eine Brücke über die Bundesstraße nach Großberg wurde 1999 gebaut.